# Camaridium lamprochlamys
Camaridium lamprochlamys är en orkidéart som beskrevs av Rudolf Schlechter. Camaridium lamprochlamys ingår i släktet Camaridium och familjen orkidéer.
Artens utbredningsområde är Colombia. Inga underarter finns listade i Catalogue of Life.